# Attila Mizsér
Attila Mizsér (ur. 28 kwietnia 1961 w Budapeszcie) – węgierski pięcioboista nowoczesny, złoty medalista letnich igrzysk olimpijskich w Seulu drużynowo i srebrny medalista letnich igrzysk olimpijskich w Barcelonie indywidualnie.